# Sebastián Mora
Sebastián Mora Vedri (Villarreal, 19 februari 1988) is een Spaans wielrenner die zowel op de baan, als op de weg rijd.

## Carrière
Hij vertegenwoordigde zijn land op de Olympische Spelen van 2012 en behaalde samen met Pablo Bernal, Albert Torres en David Muntaner de zesde plaats in het ploegenachtervolgingstoernooi. Op de Olympische Spelen 2020 eindigde hij samen met Albert Torres als zesde op het onderdeel koppelkoers.

## Baanwielrennen

### Palmares
| Jaar     | SK                                                                         | EK                                                   | WK                                                       | Overig                                                  |
| Junioren | Junioren                                                                   | Junioren                                             | Junioren                                                 | Junioren                                                |
| -------- | -------------------------------------------------------------------------- | ---------------------------------------------------- | -------------------------------------------------------- | ------------------------------------------------------- |
| 2005     | Scratch                                                                    |                                                      |                                                          |                                                         |
| Beloften |                                                                            |                                                      |                                                          |                                                         |
| 2010     |                                                                            | Koppelkoers · Scratch · 6e Achtervolging             |                                                          |                                                         |
| Elite    |                                                                            |                                                      |                                                          |                                                         |
| 2010     | 6e Omnium                                                                  |                                                      |                                                          |                                                         |
| 2011     | Achtervolging · Scratch · 4e Koppelkoers                                   | 4e Puntenkoers                                       |                                                          |                                                         |
| 2012     | Achtervolging · Koppelkoers                                                |                                                      | 5e Koppelkoers 5e Ploegenachtervolging 15e Achtervolging | Olympische Spelen: 6e ploegenachtervolging              |
| 2013     | Achtervolging · Koppelkoers · Puntenkoers · Scratch · Tijdrit              | 5e Puntenkoers 9e Koppelkoers                        | 4e Ploegenachtervolging 8e Achtervolging                 |                                                         |
| 2014     | Achtervolging · Koppelkoers · Puntenkoers · Scratch · 6e Tijdrit           |                                                      | 5e Ploegenachtervolging 9e Achtervolging                 |                                                         |
| 2015     | Achtervolging · Koppelkoers · Puntenkoers · 4e Scratch                     | Scratch · Koppelkoers                                | 14e Achtervolging                                        | Aigle: · Eindklassement                                 |
| 2016     | Puntenkoers · Scratch · Koppelkoers · Achtervolging · Ploegenachtervolging | Koppelkoers                                          | Scratch · Koppelkoers                                    | Rotterdam: · Eindklassement · WB Glasgow: · Koppelkoers |
| 2017     | Achtervolging · Koppelkeors · Ploegenachtervolging · 4e Scratch            | 5e Koppelkoers                                       | 7e Koppelkoers 11e Scratch 13e Ploegenachtervolging      |                                                         |
| 2018     | Achtervolging · Koppelkoers · Ploegenachtervolging                         | 4e Koppelkoers                                       | Koppelkoers                                              |                                                         |
| 2019     |                                                                            | Scratch,br>5e Koppelkoers                            | Puntenkoers · 5e Koppelkoers                             |                                                         |
| 2020     |                                                                            | Puntenkoers · Koppelkoers · 9e Scratch               | Puntenkoers · Scratch · 10e Koppelkoers                  |                                                         |
| 2021     |                                                                            | 6e Puntenkoers 8e Omnium 13e Koppelkoers 19e Scratch | 4e Puntenkoers 11e Scratch                               | Olympische Spelen: 6e Koppelkoers                       |
| 2022     | Koppelkoers · Omnium                                                       | Omnium · 5e Koppelkoers · 9e Ploegenachtervolging    | 6e Scratch 14e Omnium                                    |                                                         |
| 2023     | Koppelkoers                                                                | 5e Omnium 8e Koppelkoers                             | 7e Omnium 8e Koppelkoers                                 |                                                         |
| 2024     |                                                                            | Puntenkoers · 5e Scratch · 10e Koppelkoers           | Puntenkoers · 7e Omnium · 12e Scratch                    | Olympische Spelen: 8e Koppelkoers                       |

## Wegwielrennen

### Overwinningen
2014
5e etappe Ronde van Thailand

### Resultaten in voornaamste wedstrijden
|      | \| Jaar \| Gent-Wevelgem \| Ronde van Vlaanderen \| \| ---- \| ------------- \| -------------------- \| \| 2020 \| opgave \| opgave \| \| 2021 \| opgave \| \| |                      |
| Jaar | Gent-Wevelgem | Ronde van Vlaanderen |
| 2020 | opgave | opgave               |
| 2021 | opgave |                      |

## Ploegen
- 2009 –  Comunidad Valenciana
- 2014 –  Matrix Powertag (vanaf 1-3)
- 2016 –  Team Raleigh GAC
- 2017 –  Team Raleigh GAC
- 2019 –  Caja Rural-Seguros RGA
- 2020 –  Movistar Team
- 2021 –  Movistar Team
- 2022 –  Manuela Fundación Continental
- 2023 –  Burgos-BH vanaf 9 mei
- 2024 –  Burgos-BH
- 2025 –  Illes Balears Arabay vanaf 19 maart

Aberasturi · Amezqueta · Aranburu · Banaszek · Cañellas · Cepeda · Tsjernetski · Cuadros · Gonçalves · González · Irisarri · Lastra · Malucelli · Molina · Mora · Moreira · Nicolau · Pardilla · Rodríguez · Serrano · Soto · Lazkano (stagiair) · Martín (stagiair) · Pascual (stagiair)
Alba · Arcas · Betancur (tot 31/08) · Carretero · Cataldo · Cullaigh · Elosegui · Erviti · Hollmann · Jacobs · Jorgenson · E. Mas · L. Mas · Mora · Norsgaard · Oliveira · Pedrero · Prades · Roelandts · Rojas · Rubio · Samitier · Sepúlveda · Soler · Torres · Valverde · Verona · Villella
Alba · Arcas · Carretero · Cataldo · Cullaigh · Elosegui · Erviti · García · González ·  Hollmann · Jacobs · Jorgenson · López (tot 1/10) · E. Mas · L. Mas · Mora · Mühlberger · Norsgaard · Oliveira · Pedrero · Rojas · Rubio · Samitier · Serrano · Soler · Torres · Valverde · Verona · Villella
Alleno · Álvarez · Angulo · Aparicio · Ardila (tot 23/8) · Barthe · Bol · Díaz · Ezquerra · Fagundez · M. Fernández · Franco · Fuentes · Langellotti · Madrazo · Mora (vanaf 9/5) · Navarro · Okamika · Orts · Pelegrí · Peñalver · Sánchez · Delgado (stagiair) · S. Fernandez (stagiair)
Alleno · Álvarez · Angulo · Aparicio · Bol · Bouglas · Chumil · Delgado · Díaz · Ezquerra · Fagundez · Fernandez · Franco · Fuentes · Gate · Jackson · Langellotti · Mora · Okamika · Pelegrí · Sainbayar · Vacek · Bennassar (stagiair) · Cabedo (stagiair) · Rey (stagiair)